# Бурназян, Аветик Игнатьевич
Аветик Игнатьевич Бурназян (арм. Բուռնազյան Ավետիք Իգնատի, 7 (20) апреля 1906, Нор-Баязет — 19 октября 1981, Москва) — организатор советской военно-медицинской службы, заместитель министра здравоохранения СССР (1956—1981), кандидат медицинских наук, генерал-лейтенант медицинской службы (1945). Герой Социалистического Труда, лауреат Ленинской, Сталинской и Государственной премии СССР.
Участник разработки первой советской атомной бомбы и элементов «ядерного щита» в СССР.
Первый руководитель Государственной службы радиационной безопасности и медико-санитарной службы с момента ее создания в 1946.
Участник Великой Отечественной войны. Участник Польского похода 1939 года и советско-финской войны 1939—1940 годов.
При его непосредственном участии создана клиническая больница № 6 как базовое лечебное учреждение здравоохранения системы 3-го главного Управления при Минздраве СССР.

## Трудовая деятельность
- 1930 — окончил ВМА имени С. М. Кирова в Ленинграде.
- 1935 — окончил Военную академию имени М. В. Фрунзе.
- 1935—1940 — руководил военно-санитарными кафедрами в Московском областном клиническом и I медицинском институтах.
- В 1939—1940 годах — заместитель начальника, а в последующем начальник санитарного отдела 10-й армии.
- В 1941—1943 годах возглавлял медицинскую службу Калининского фронта.
- 1945 — начальник Санитарного управления Дальневосточного фронта по организации медицинского обеспечения войск в войне с Японией.
- С 1946 — начальник медицинской службы 1-го Главного управления при Совете Министров СССР.
- В 1947 — был откомандирован для службы в Министерство здравоохранения СССР, где возглавлял ряд управлений и в течение 25 лет являлся заместителем министра и членом коллегии МЗ СССР.
- С 1954 —  возглавлял Третье главное управление при Минздраве СССР.
- В 1956—1981 годах — Заместитель министра здравоохранения СССР.

Генерал-майор медицинской службы с 31 марта 1943 года. Генерал-лейтенант медицинской службы — с 19 июня 1945 года.

## Награды и звания
- Герой Социалистического Труда (14.4.1976)
- девять орденов Ленина (19.4.1945; 29.10.1949; 3.11.1953; 9.4.1966; 14.4.1976)
- орден Октябрьской Революции (20.07.1971)
- 3 ордена Красного Знамени (30.1.1943; 8.9.1945; 20.6.1949)
- орден Отечественной войны I степени (4.6.1944)
- 3 ордена Трудового Красного Знамени (8.12.1951; 11.9.1956; 03.04.1974)
- орден Красной Звезды (3.11.1944)
- орден «Знак Почёта» (15.1.1966)
- медаль «За трудовую доблесть» (11.2.1961)
- другие медали
- Сталинская премия второй степени (1953) — за подготовку и проведение испытаний изделий РДС-6с, РДС-4 и РДС-5 на полигоне № 2

## Память

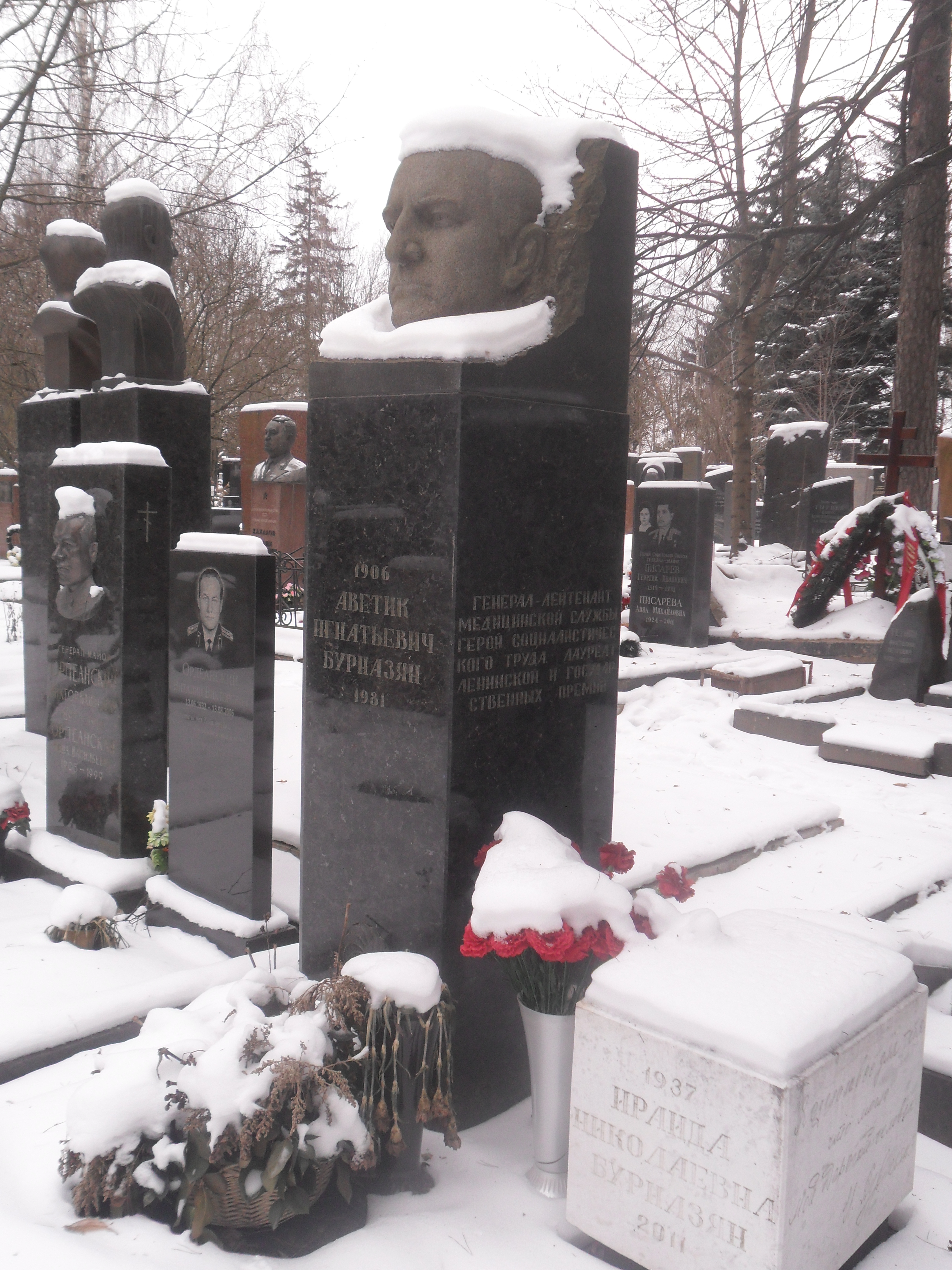
Могила Бурназяна на Кунцевском кладбище Москвы. 2020

- ГНЦ Федеральный медицинский биофизический центр имени А. И. Бурназяна ФМБА России[3]. Создан Постановлением Правительства Российской Федерации от 27 декабря 2007 года № 894 путём слияния Института биофизики ФМБА России и ФГУЗ «Клиническая больница № 6 имени А. И. Бурназяна ФМБА России» (имя А. И. Бурназяна было присвоено Клинической больнице № 6  распоряжением Правительства Москвы № 1299-рп от 7 июля 2006 года).
- Приказом руководителя ФМБА России (№ 310 от 16 ноября 2007 г.) утверждено Положение о нагрудном знаке «А. И. Бурназян», являющемся ведомственным знаком отличия данного ведомства.
- В 2016 году выпущена памятная медаль ФМБА «110 лет со дня рождения А. И. Бурназяна»[4]

## Сочинения
- Бурназян А.И. Основы радиобиологии и радиационной защиты.. Лекция, прочитанная в Университете здравоохранения при Министерстве здравоохранения СССР. — Москва: Министерство здравоохранения СССР, 1977. — 48 с.
- Бурназян А. И. Борьба за жизнь раненых и больных на Калининском — 1-м Прибалтийском фронте (1941—1945). — М.: Медицина, 1982. — 304 с.